# Guerres hussites
Les croades contra els hussites, també anomenades guerres hussites o guerres de Bohèmia fou un seguit de campanyes militars entre les forces de l'emperador Segimon i altres monarques fidels a l'Església Catòlica contra els partidaris de Jan Hus a Bohèmia, entre el 1420 i el 1434.
La comunitat hussita incloïa gran part de la població del Regne de Bohèmia i s'organitzà en una milícia espontània que derrotà cinc campanyes enviades contra ells, declarades com a croades pel papa (1420, 1421, 1422, 1427, 1431). Dins el moviment hussita hi havia diverses faccions: els utraquistes, que eren la facció moderada, canviaren de bàndol el 1423, es posaren a favor dels catòlics i en contra dels taborites i altres sectes hussites. D'aquesta manera s'acabà el conflicte, llavors els hussites acceptaren sotmetre's a l'autoritat del rei de Bohèmia i l'Església Catòlica consentí la pràctica d'una litúrgia una mica diferent. En aquestes guerres fou la primera vegada que a Europa es feren servir armes de foc que es podien portar a les mans, com ara els mosquets i els canons de mà, tot i que els carros de combat van tenir una funció important en l'estratègia.

## Orígens del conflicte
Vers el 1402, un sacerdot anomenat Jan Hus denuncià públicament la corrupció en el si de l'Església i el papat i començà a difondre algunes de les idees reformistes del teòleg John Wycliffe. A Bohèmia fou escoltat amb atenció i trobà força adeptes. El 1411, durant el cisma d'Occident l'antipapa Joan XXIII de Pisa proclamà una croada contra el rei Ladislau I de Nàpols, per ser protector del papa Gregori XII a Roma. Els diners que calien per pagar aquesta croada, els obtingué venent indulgències per Bohèmia. Hus denuncià, indignat, que no era aquest el missatge de Jesucrist.

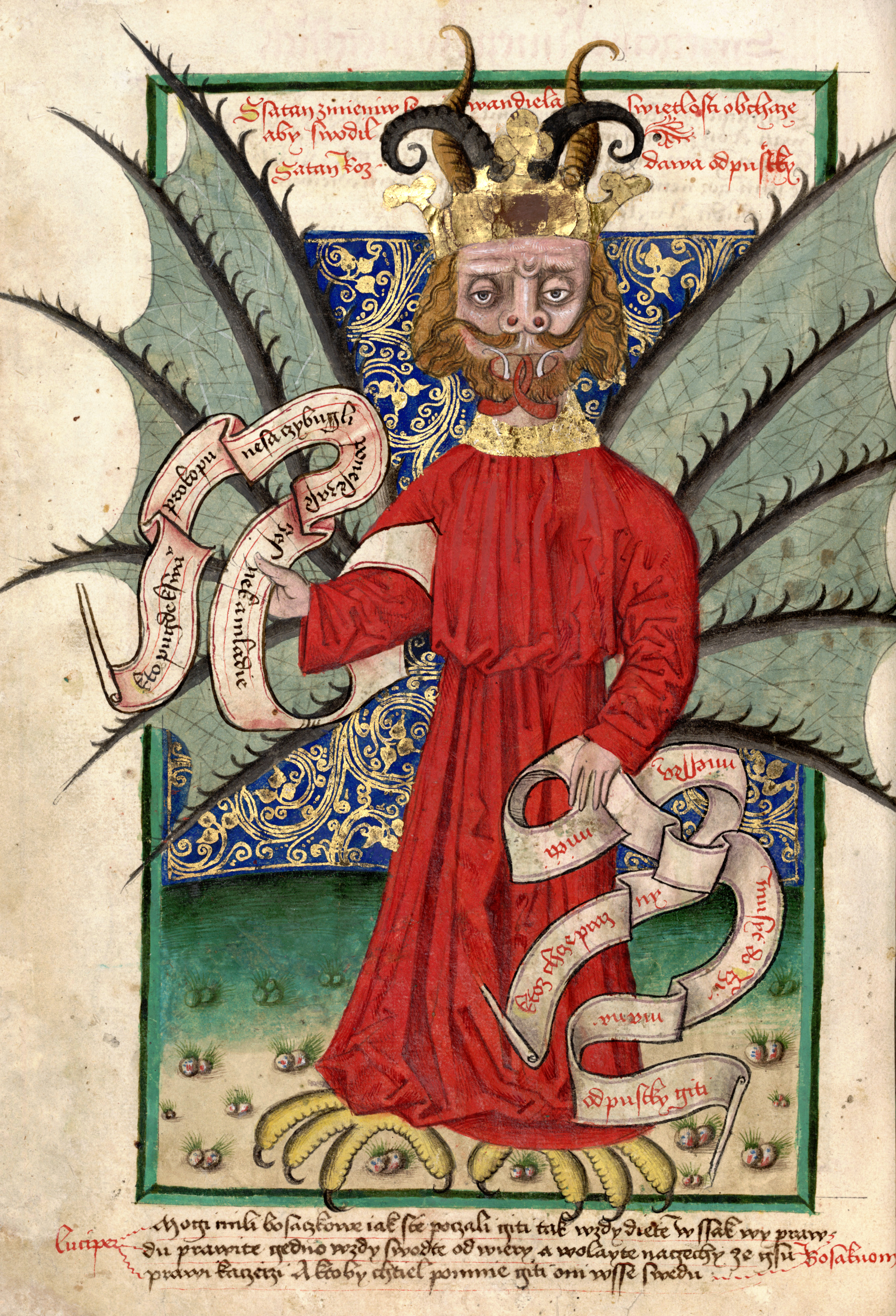
El dimoni venent indulgències

El 1414, Segimon d'Hongria convocà el concili de Constança per acabar amb el cisma i altres controvèrsies religioses. Hus es presentà al concili amb un salconduit de Segimon, però fou empresonat, acusat d'heretgia i cremat el 6 juliol del 1415. Els cavallers i nobles de Bohèmia i Moràvia, partidaris d'una reforma de l'Església, enviaren el Protestatio Bohemorum, un manifest de protesta al concili el 2 de setembre. Això enfurismà Segimon, al qual els cardenals havien convençut que Hus era un heretge, i envià cartes als nobles de Bohèmia en què declarava que si calia faria cremar tota la població per tal d'acabar amb els heretges.
El desordre i el malestar s'escampà per diverses parts de Bohèmia i la població expulsà sacerdots de les seves parròquies. Gairebé des del començament els hussites es dividiren en dos grans grups, tot i que hi hagueren altres divisions menors. Poc abans de la seva mort, Hus havia acceptat la doctrina de l'utraquisme, que havia sorgit entre els seus partidaris a Praga: l'obligació dels fidels de rebre la comunió en dues formes, pa i vi (sub utraque specie). D'aquesta expressió nasqué el nom de la facció moderada, els utraquistes, també dits calixtins (de la paraula llatina calix, emprat pel vi de combregar). La facció dominat, però, eren els taborites, per la ciutat de Tàbor que en fou el seu centre; també dits els orfes, nom que adoptaren després de la mort del seu líder Jan Žižka.
Influït pel seu germà Segimon, Venceslau IV, rei de Bohèmia, es proposà acabar amb el moviment hussita. Una colla d'hussites encapçalats per Mikuláš d'Hus —sense relació amb Jan Hus— marxà de Praga i organitzaren conferències per diverses parts de Bohemia, en particular a Sezimovo Ústí, a prop d'on més tard fundarien la ciutat de Tàbor. Denunciaven l'actitud de Segimon i en sentir-los, tothom es preparava per una guerra. Malgrat la marxa de molts hussites, els problemes continuaren a Praga. El 30 de juliol del 1419 una processó d'hussites encapçalada pel sacerdot Jan Želivský atacà l'ajuntament de Praga, els quals llançaren per la finestra les autoritats de la ciutat (la primera "Defenestració de Praga"), alguns moriren per la caiguda però també morí Želivský per un cop de pedra.

## Les guerres hussites

### Inici dels enfrontaments
Venceslau IV morí el 16 d'agost de 1419 d'un atac de cor mentre participava en una cacera i Segimon d'Hongria, germà de Venceslau reclamà el tron de Bohèmia, tot i que no estava clar si la corona d'aquell país era hereditària o electiva, especialment des que la línia per la qual Segimon reclamava el tron havia acceptat que el títol seria escollit pels nobles, i el regent (Čeněk de Wartenberg) havia declarat que Segimon no es podia presentar a la candidatura per ser votat. Segimon confià el govern de Bohèmia a Sofia de Baviera, la vídua del seu germà, i tornà a Hongria.
Segimon, mal vist pels hussites per la traïció a Jan Hus, es revoltaren. Molts catòlics, principalment alemanys, foren expulsats de les ciutats de Bohèmia en què els hussites eren majoria i Sofia de Baviera s'afanyà a reclutar un exèrcit de mercenaris per prendre el control de Praga, que estava immers en el caos. Després que una considerable part de la ciutat en resultés destruïda o malmesa, les dues parts acordaren una treva el 13 de novembre. Els nobles, simpatitzants de la causa hussita, però vassalls del rei, prometeren actuar com a mediadors amb Segimon si els ciutadans de Praga consentien en restaurar les forces reials en la ciutadella de Vyšehrad.
Jan Žižka, que no estava d'acord amb aquestes condicions, abandonà Praga i es retirà a Plzeň, però incapaç d'estar inactiu, marxà al sud de Bohèmia. Derrotà els catòlics en la batalla de Sudoměř el 25 de març del 1420, el primer enfrontament a camp obert de les guerres hussites. Llavors es traslladà a Ústí i, no considerant la seva situació prou segura, marxà a la recent construïda Tàbor.
Tàbor esdevingué aviat el centre dels hussites que es diferenciaven dels utraquistes perquè només en reconeixien dos sagraments –el baptisme i la comunió– i perquè rebutjaven la parafernàlia de la litúrgia catòlica. A Tàbor establiren un govern democràtic i una manera de vida purista. Escolliren quatre caps per representar el poble (hejtmané), un dels quals fou Žižka, i s'instituí una estricta disciplina militar.

### Primera croada contra els hussites

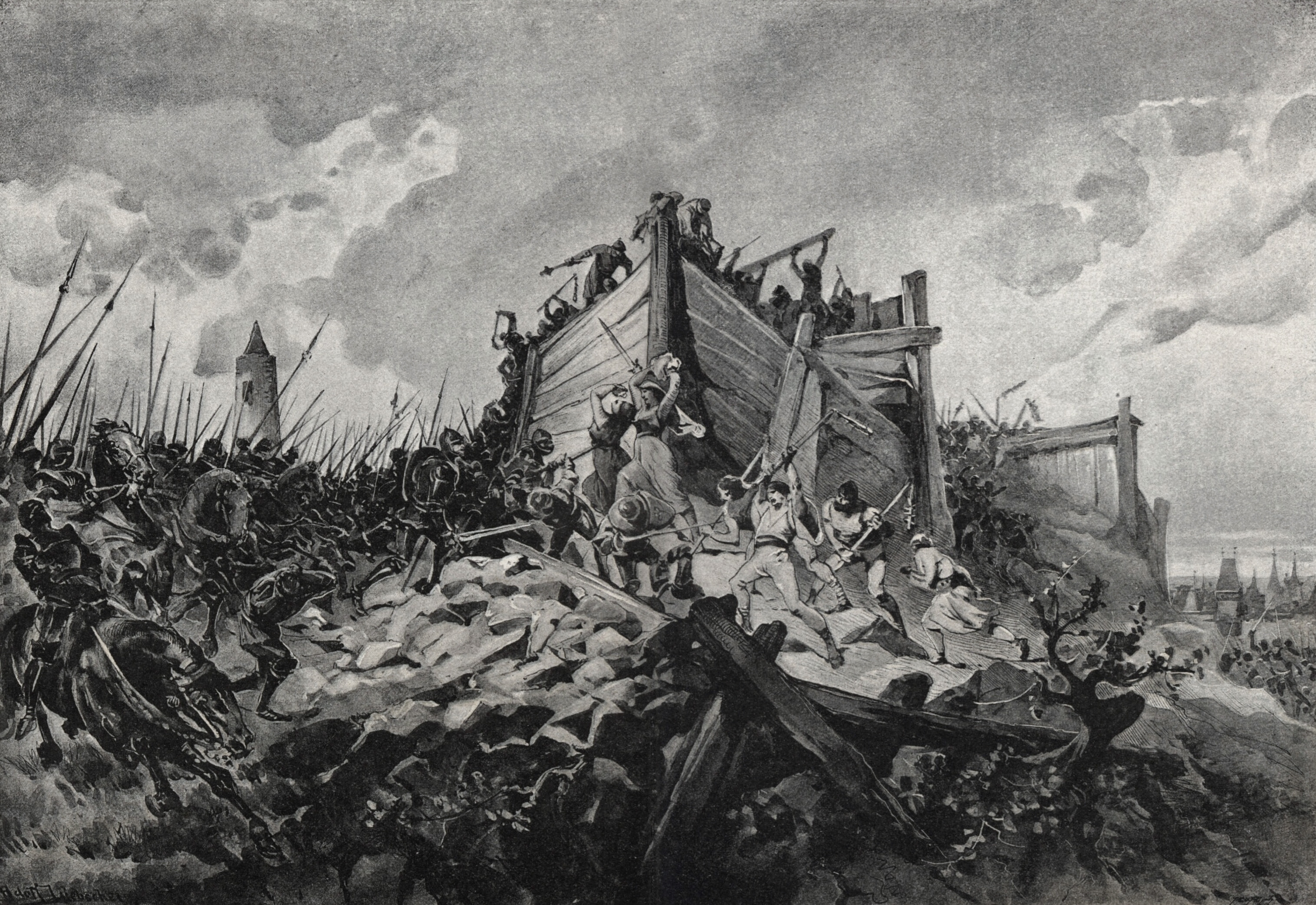
Batalla del turó de Vítkov

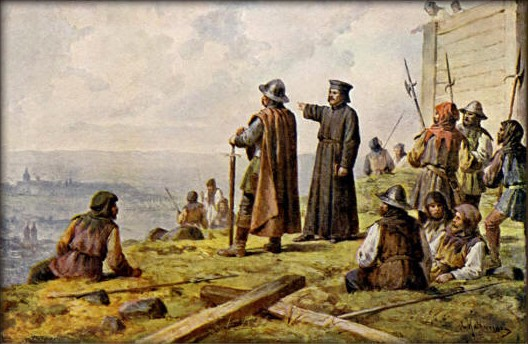
Jan Žižka amb un sacerdot hussita mirant cap a Praga després de la batalla del turó de Vítkov

Com a ferm partidari de l'Església de Roma, Segimon tingué el suport del papa Martí V, que emeté una butlla el 17 de març del 1420 per proclamar una croada «per la destrucció dels seguidors de Wycliff, d'Huss i altres heretges de Bohèmia». Segimon i altres prínceps alemanys arribaren a les portes de Praga el 30 de juny encapçalant un gran exèrcit reclutat en diverses parts d'Europa, molts dels quals eren aventurers atrets per l'oportunitat de fer botí. Iniciaren un setge que aviat hagueren d'abandonar i s'iniciaren negociacions per parlar de les diferències religioses.
Els hussites formularen les seves demandes en un manifest anomenat Els quatre articles de Praga. Aquest document, segons el cronista Laurence de Brezova, declarava que:
1. La paraula de Déu havia de ser predicada i donada a conèixer per tot el Regne de Bohèmia amb llibertat i de manera ordenada pels sacerdots del Senyor.
2. El sagrament de l'eucaristia s'hauria d'administrar lliurement en les dues formes que són: pa i vi, a tots els creients en Crist que no estiguessin sota pecat mortal, segons la paraula i el disposat pel Salvador.
3. El poder secular sobre les riqueses i els béns materials que posseeix el clergat en contradicció als preceptes de Déu, en perjudici del seu ofici i en detriment dels seglars, hauria de ser pres i eliminat i el clergat hauria de tornar a la regla de l'evangeli i a una vida apostòlica com la què havia portat Jesucrist i els seus apòstols.
4. Totes les activitats que fossin pecats mortals i, en especial, tots els desordres públics, que fossin contraris a la llei de Déu, haurien de prohibir-se en qualsevol pràctica de la vida que es manifestessin, per les persones l'ofici de les quals en fos competent.

Aquests articles, que contenien l'essència de la doctrina hussita, foren rebutjats pel rei Segimon, principalment per influencia dels legats papals, perquè els consideraven perjudicials per l'autoritat del papa. Per tant, les hostilitats continuaren i Segimon fou derrotat en la batalla del turó Vítkov el juliol del 1420.

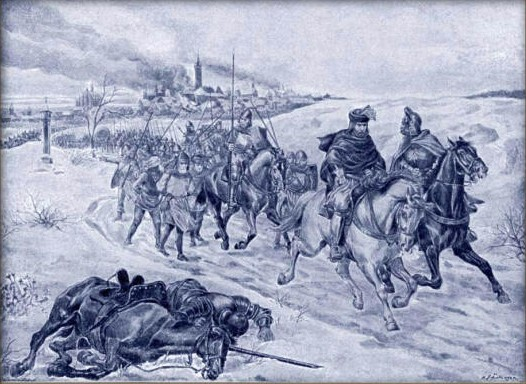
Fugida de Segimon de Kutna Hora

Encara que Segimon s'havia retirat de Praga, les seves tropes mantingueren l'ocupació dels castells de Vyšehrad i Hradčany. Els ciutadans de Praga muntaren setge a Vyšehrad, i cap a finals d'octubre els membres de la guarnició, empesos per la fam, anaven a capitular. Segimon provà d'alliberar la fortalesa però fou derrotat pels hussites l'1 de novembre a prop de la vila de Pankrác. Llavors sí que capitularen els castells de Vyšehrad i Hradčany. El gener de 1421 els taborites van capturar la ciutat de Stříbro i el claustre de Krakikov i el febrer l'emperador Segimon es va retirar a Moràvia i després a Hongria.
El 16 de març de 1421, les tropes hussites comandades per Jan Žižka van assaltar la ciutat de Chomutov i van matar els seus aproximadament 2.500 habitants i després van anar a Praga, causant grans danys a les ciutats poblades per alemanys o catòlics. A principis de juliol, els hussites es van dirigir cap al nord, aquesta vegada liderats pel sacerdot Jan Želivský, saquejant de camí Teplice i Duchcov, i el 12 de juliol van prendre Bílina. Dues setmanes més tard, van establir una fortalesa formada per carros al poble de Saras i des d'allà van llançar atacs contra Brüx, fins que van ser derrotats el 5 d'agost per Frederic IV de Meissen. El juny de 1421 la guarnició de Hradčany va capitular. Frederic va ser elevat al rang de duc i elector de Saxònia en 1423, mentre que Želivský va ser destituït del comandament i executat el març de 1422.

### Segona croada contra els hussites
Els problemes interns foren la causa que els hussites no tinguessin una victòria absoluta. A Praga un demagog, el sacerdot Jan Želivský, obtingué durant un temps una autoritat sense límits sobre les classes baixes de la ciutat; i a Tàbor sorgí un moviment religiós que predicava la vida en comuna, els adamites, que Jan Žižka suprimí enèrgicament. Poc després s'engegà una altra croada contra els hussites. Un gran contingent alemany penetrà per Bohèmia i l'agost del 1421 muntà setge a la ciutat de Žatec. Després d'un fallit intent de prendre la ciutat, els croats es retiraren en sentir que s'apropaven les tropes hussites. Segimon arribà a Bohèmia a les acaballes del 1421. Prengué possessió de Kutná Hora però fou decisivament derrotat per Jan Žižka en la batalla de Německý Brod el 6 de gener del 1422.

### Guerra civil a Bohèmia
Bohèmia estigué lliure durant un temps de les intervencions estrangeres, però esclatà la discòrdia dins del país, causada en part per diferències religioses i en part per l'ambició d'alguns agitadors. El 9 de març del 1422, Jan Želivský fou arrestat pel consell de la ciutat de Praga i fou decapitat. També hi hagueren problemes a Tàbor, on una facció radical s'oposà a l'autoritat de Žižka.

### Implicació de Polònia i Lituània

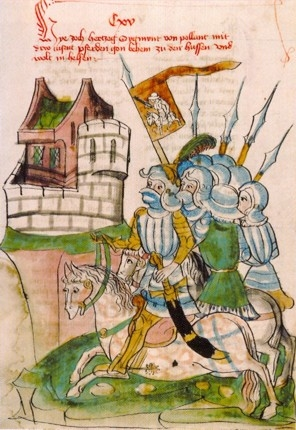
Segimon Korybut

Els hussites reberen el suport del Regne de Polònia en diverses ocasions. A causa d'això, Jan Žižka arranjà perquè la corona de Bohèmia fos oferida al rei Ladislau II Jagelló de Polònia, qui, sota pressió dels seus consellers la rebutjà. Llavors oferiren la corona al cosí de Ladislau, Vytautas, duc de Lituània. Vytautas l'acceptà amb la condició que els hussites tornessin al si de l'Església Catòlica. El 1422, Žižka acceptà el príncep Segimon Korybut (nebot de Ladislau II) com a regent de Bohèmia en nom de Vytautas.
La seva autoritat fou reconeguda pels nobles utraquistes, pels ciutadans de Praga i pels taborites moderats, però no aconseguí el retorn dels hussites al catolicisme. En poques ocasions, lluità contra els taborites i els orebites en un intent de forçar-los a la unió. Quan Ladisłau II i Vytautas signaren el Tractat de Melno amb Segimon d'Hongria el 1423, demanaren el retorn de Segimon Korybut a Lituània, sota pressió de Segimon d'Hongria i del papa.
En marxar Korybut, esclatà la guerra civil, els taborites s'alçaren en armes contra els més moderats utraquistes, que en aquest període eren anomenats praguistes, per ser Praga la ciutat on més n'hi havien. El 27 d'abril del 1423, Žižka que tornava a ser líder, derrotà l'exèrcit utraquista comandat per Čeněk of Wartenberg en la batalla d'Hořice; poc després es conclogué un armistici a Konopilt.

### Tercera croada contra els hussites
Mentrestant el papa feu la crida per una tercera croada contra els protestants de Bohèmia, però en resultà un fracàs. Malgrat l'esforç dels seus governants, el poble polonès i el poble lituà no volien lluitar contra els txecs i no trobaren voluntaris; els alemanys tenien disputes internes sobre si guerrejar contra els hussites o respectar-los; i el rei de Dinamarca, que havia desembarcat en territori alemany amb un gran exèrcit per prendre part en la croada, va tornar cap al seu país. Lliures durant un temps d'amenaces externes, els hussites envaïren Moràvia, on una gran part de la població eren favorables a les seves creences; però, paralitzats un altre cop per les dissensions, tornaren a Bohèmia.
La ciutat de Hradec Králové, que havia estat sota domini utraquista, abraçà la doctrina de Tàbor, i demanà l'ajut de Žižka. Després de diversos èxits militars aconseguits per Žižka el 1423 i l'any següent, es conclogué un tractat de pau entre les faccions hussites el 13 de setembre del 1424 a Libeň, un poble de la rodalia de Praga que ara és part de la ciutat.
Segimon Korybut, tornà a Bohèmia el 1424 amb 1.500 tropes i trencà la pau. A la mort de Žižka l'octubre del 1424, Prokop el Gran assumí el comandament dels taborites. Korybut, que desafià a Ladysłau II i a Vytautas, també esdevingué líder hussita.

### Quarta Croada contra els hussites
El 1426 els hussites tornaren a ser atacats per enemics estrangers. Pel juny els hussites, comandats per Prokop el Gran i Segimon Korybut, obtingueren la victòria en la batalla d'Aussig.
Malgrat aquest resultat, la mort de Jan Žižka causà que molts, fins i tot el papa Martí V, pensesin que els hussites anaven a perdre força. Martí proclamà una altra croada el 1427 i nomenà el cardenal anglès Henry Beaufort com a legat papal a Alemanya, Hongria i Bohèmia, encarregat de liderar la croada. Els croats foren derrotats en la batalla de Tachov. Tot seguit els hussites envaïren part del territori alemany, però sense intenció d'establir-hi una ocupació permanent.
Korybut fou empresonat el 1427, acusat de conspirar perquè l'exèrcit hussita es rendís a Segimon d'Hongria. Fou alliberat el 1428 i participà en la invasió hussita de Silèsia. Pocs anys després, Korybut tornà a Polònia amb els seus homes. Korybut en realitat no volia marxar; però el papa amenaçava amb convocar una croada contra Polònia si no ho feia.

### Les Belles Cavalcades (Spanilé jízdy)

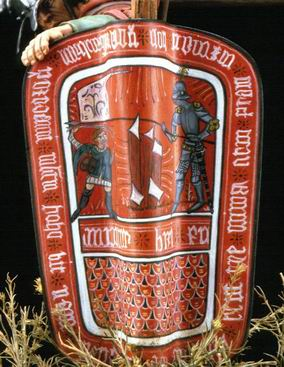
Escut hussita amb decoració.

Durant aquestes guerres, els hussites efectuaren ràpids atacs als països veïns, operacions que ells en deien «fer una bella cavalcada» (Spanilé jízdy). Això passà sobretot sota el comandament de Prokop el Gran: envaïren Silèsia, Saxònia, Hongria, Lusàcia i Meissen. Atacaven els països que havien donat subministraments a les tropes alemanyes durant les croades, per persuadir-los de no tornar-ho a fer. Tanmateix, els atacs no tingueren l'efecte desitjat i aquests països continuaren subministrant soldats i queviures a les croades contra els hussites.
Durant una guerra entre Polònia i l'Orde Teutònic, algunes tropes hussites ajudaren als polonesos. El 1433, un exèrcit hussita de 7.000 homes marxà per Neumark en direcció a Prússia i capturà Dirschau, a la vora del Vístula. Després continuaren cap a la desembocadura d'aquest riu, a prop de Danzig i allà celebraren la victòria amb gran pompa per demostrar que res que no fos la mar els podria aturar. L'historiador prussià Heinrich von Treitschke escriuria més tard que «"saludaren al mar amb una salvatge cançó txeca sobre els guerrers de Déu i ompliren les seves cantimplores amb aigua salada com a mostra que el Bàltic obeïa els eslaus un cop més."»

### Converses de pau
El seguit de victòries, gairebé sense interrupció del hussites feien sense sentit qualsevol esforç de provar de sotmetre'ls per les armes. A més, el fort caràcter democràtic del moviment hussita incitava els prínceps alemanys a voler la pau, puix que temien que aquestes idees es propaguessin en els seus països. Molts hussites, especialment el clergat utraquista, eren favorables a la pau. Les negociacions per la pau començaren en el concili de Basilea que fou convocat el 3 de març del 1431. La Santa Seu, consentí de mala gana la presència dels que consideraven heretges, però refusaren indignats el suggeriment dels hussites de convidar els membres de l'Església Ortodoxa i d'altres creences cristianes. Abans de donar el braç a tòrcer, l'Església Catòlica decidí convocar una darrera croada.

### Cinquena croada contra els hussites
L'1 d'agost del 1431 un gran contingent de croats comandats per Frederic I de Brandenburg, acompanyat pel cardenal Giuliano Cesarini com a legat papal, travessà la frontera amb Bohèmia. El 8 d'agost els croats arribaren a la ciutat de Domažlice i iniciaren un setge. El 14 d'agost, arribà un exercit hussita amb uns 6.000 polonesos sota el comandament de Prokop el Gran, que derrotà completament els croats en la batalla de Domažlice. Segons diu la llegenda, en veure els estendards hussites i sentir el seu himne de batalla, "Ktož jsú boží bojovníci" («Nosaltres, els guerrers de Déu»), els assetjant entraren en pànic i fugiren.

### Derrota dels radicals hussites

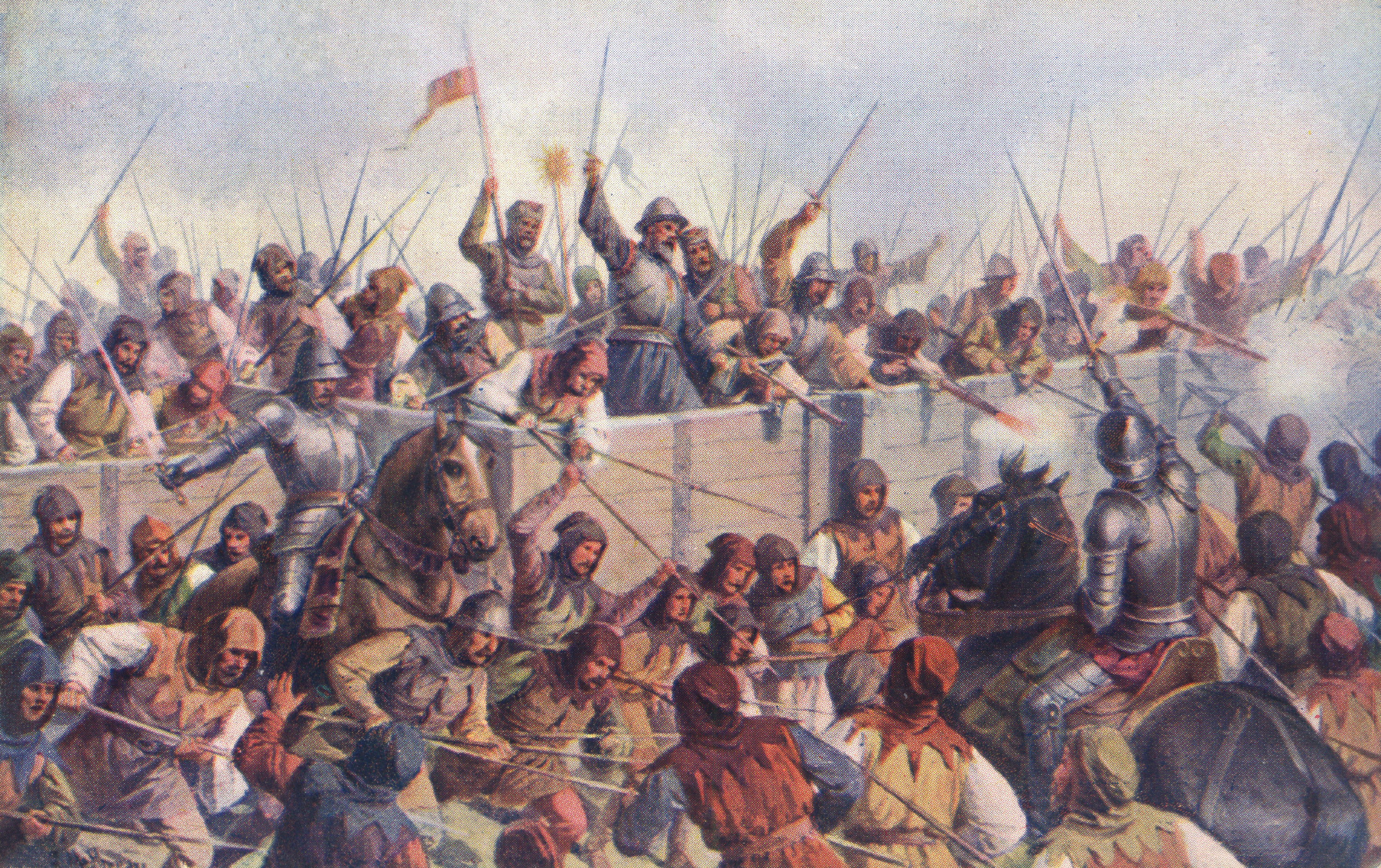
Batalla de Lipany

El 15 d'octubre del 1431, l'organització del concili de Basilea envià una invitació formal al hussites per participar en els debats. Després de llargues negociacions, finalment una ambaixada hussita encapçalada per Prokop el Gran, Jan de Rokycana, el bisbe taborita Nicolau de Pelhřimov, l'anglès Peter Payne i molts altres, arribà a Basilea el 4 de gener del 1433. No s'assolí cap acord però les negociacions no acabaren trencades i es propicià el canvi en la situació política de Bohèmia que hi hagué més endavant. El 1434 la guerra esclatà entre la facció utraquista i la dels taborites. El 30 de maig del 1434, l'exèrcit taborita, comandat per Prokop el Gran i Prokop el Menor, tots dos morts en batalla, fou totalment aniquilat en la batalla de Lipany. El moviment hussita arribà a la seva fi. Les tropes reials poloneses enviades per Ladislau de Varna derrotaren els hussites en la batalla de Grotniki el 1439, la darrera de tot el conflicte.

### Acord de pau
Tot depenia ara de la facció moderada i ells desitjaven la pau més que res. Formularen les seves demandes en un document que finalment fou acceptat per l'Església Catòlica Romana, amb lleugeres modificacions. Aquest document, anomenat els compendis estava basat en els quatre articles de Praga, i declarava que:
1. El Sagrat Sagrament serà donat lliurement en les dues formes a tots els cristians de Bohèmia i Moràvia, i a tots aquells que s'adhereixin a la fe d'aquests dos països.
2. Tots els pecats mortals seran castigats i extirpats per aquells l'ofici del qual en sigui pertinent.
3. La paraula de Déu serà predicada lliurement i veritablement pels sacerdots del Senyor i pels diaques laics.
4. Els sacerdots en actiu per la llei de la gràcia no reclamaran cap pertinença terrenal.

El 5 de juliol del 1436 els compendis foren formalment acceptats i signats a Jihlava (Iglau), ciutat de Moràvia, pel rei Segimon, pels delegats hussites i pels representants catòlics. Aquests darrers, però, es negaren a acceptar Jan de Rokycana com a arquebisbe de Praga per no haver estat nomenat pel papa sinó pels bohemis.

## Conseüències
La creença utraquista, amb freqüents variacions en detalls, continuà sent la fe majoritària a Bohèmia fins que, després de la batalla de la Muntanya Blanca el 1620, es prohibissin tota mena d'oficis religiosos que no fossin catòlics. La facció taborita mai es recuperà de la seva derrota a Lipany, i el ritu utraquista es continuà practicant a la ciutat de Tàbor fins que fou capturada per George de Poděbrady el 1452. La Fraternitat de Bohèmia (Unitas Fratrum), basada en la ideologia de Petr Chelčický i fundada pel germà Gregori, un nebot de l'arquebisbe Rokycana, i per Miquel, cura de Žamberk, continuà d'alguna manera la tradició taborita i en els segles XV i XVI els seus membres foren els més durs oponents al papat des de Bohèmia. J. A. Komenský (Comenius), membre de la fraternitat, afirmava que els membres de la seva comunitat eren els autèntics hereus de les doctrines de Jan Hus. Començada la reforma protestant alemanya, molts utraquistes s'uniren a les doctrines de Martí Luter i de Jean Cauvin i el 1567, obtingueren el rebuig dels compendis que llavors semblaven insuficients demandes. Des de finals del segle xvi els hussites estigueren inclosos en el nom més genèric de protestants, aplicat als reformistes religiosos en general.
Acabades les guerres hussites, el 1431, les terres de Bohèmia havien quedat dessolades. El bisbat de Würzburg, situat a l'altre costat de la frontera, estava en tan lamentable estat que la pobresa era encara evident el 1476. Aquest estat de pobresa contribuí directament a l'alçament camperol que esclatà aquell mateix any a Würzburg.

## Tàctiques de guerra

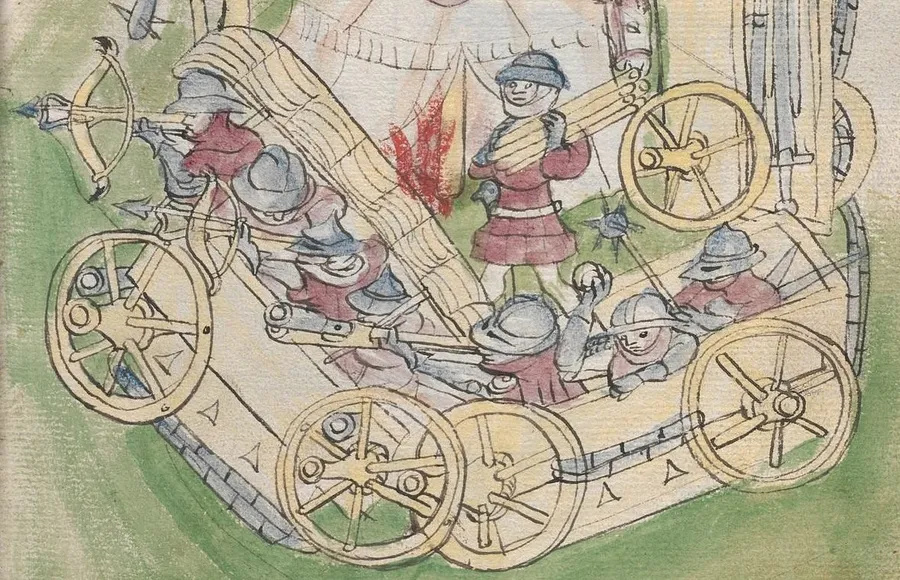
Carros de combat hussites

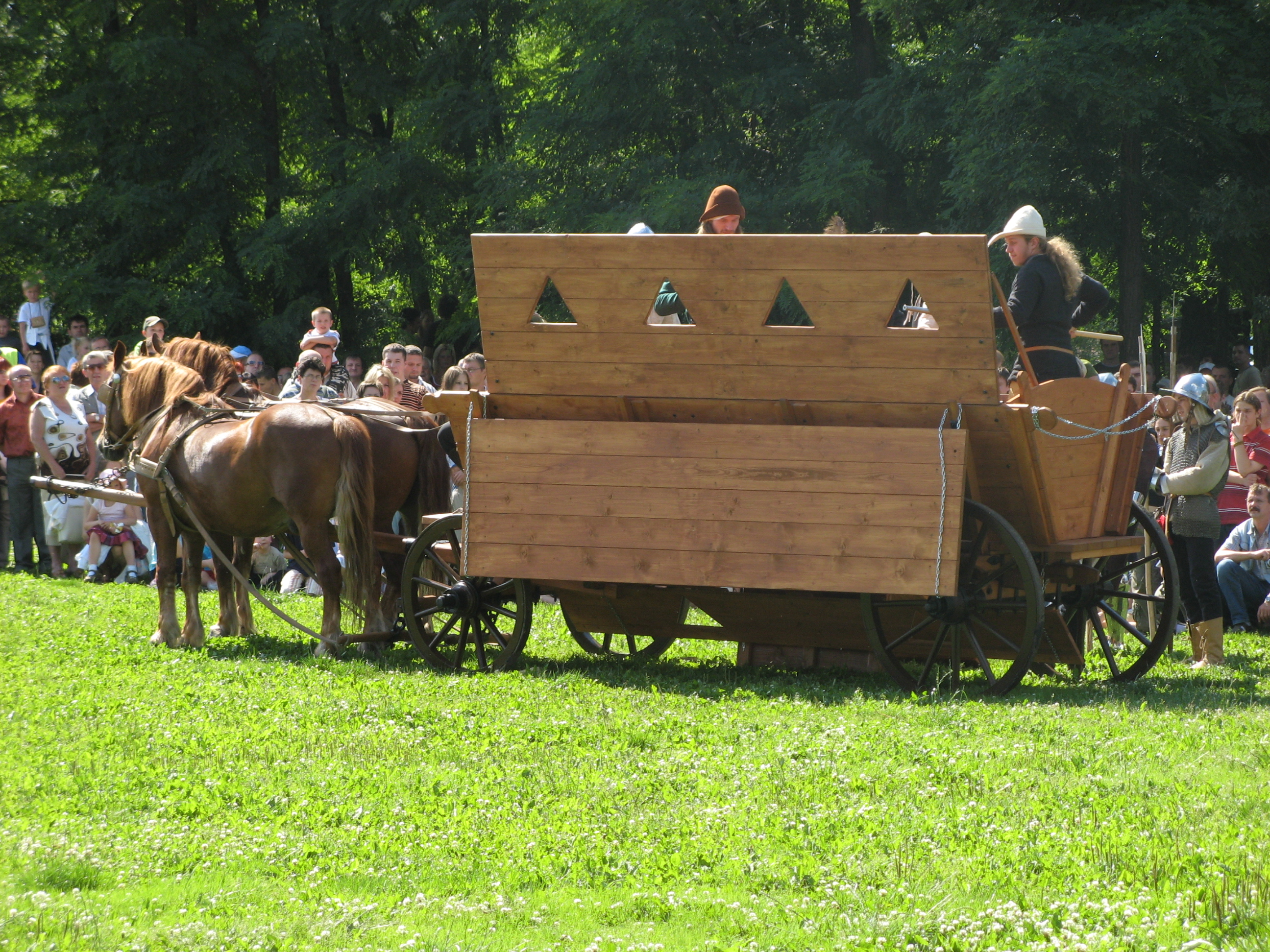
Reproducció moderna del carro de combat hussita

Depenent del terreny, els hussites prepararen carros de combat, que col·locaven en formació quadrada o en cercle. Els carros avançaven junts, unint roda amb roda mitjançant cadenes, de manera que es poguessin enganar els cavalls ràpidament si calia. Davant d'aquesta filera de carros, excavaren un fossat. El grup destinat a cada carro consistia en 16-22 soldats: 4-8 arquers, 2 canoners, 6-8 soldats equipats amb piques o maces, 2 escuders i 2 conductors.
L'estratègia emprada pels hussites consistia en dividir les batalles en dues etapes: la primera defensiva i la segona ofensiva. Durant la primera, l'exèrcit situava els carros a prop de l'enemic i mitjançant l'artilleria provocaven l'inici de la batalla. La seva artilleria acostumava a causar força baixes a curt abast en el bàndol contrari.
Per tal d'evitar de tenir més baixes, finalment els contraris decidien entrar a l'atac i llavors, la infanteria que estava amagada darrere els carros, emprava les armes de foc i els arquers per contraatacar. Primer disparaven als cavalls perquè un cop sense cavalleria lluitaven a la mateixa alçada. Alguns cavallers morien en caure de la muntura quan ferien els animals.
Quan la moral de l'enemic baixava, passaven a la segona etapa, l'ofensiva. La infanteria i la cavalleria sortien del darrere dels carros i atacaven violentament contra l'enemic, principalment des dels flancs. Havent de lluitar pels flancs i rebent canonades frontals des dels carros, l'enemic es veia incapaç de fer una bona resistència, abandonaven el camp deixant enrere els ferits i els cavallers desmuntats que, amb les pesades armadures, no podien fugir. Malgrat l'avantatge, els hussites adquiriren reputació de no prendre captius.